# Dade Behring
Dade Behring Inc. — американо-німецька компанія, що займалася виробництвом устаткування для мікробіологічних, біохімічних та різних клінічних досліджень. Компанія була створена в 1997 злиттям Dade International і Behring Diagnostics, підрозділів Hoechst AG.
6 листопада 2007 концерн Siemens AG завершив викуп акцій компанії.